# 名電築港駅
名電築港駅（めいでんちっこうえき）は、愛知県名古屋市港区大江町にある名古屋鉄道（名鉄）、名古屋臨海鉄道の貨物駅である。名鉄側からは名電築港信号場と称されることがある。現在、当駅は「臨時車扱貨物取り扱い駅」となっているが定期列車の発着はなく、専ら東名古屋港駅発着の甲種輸送の経由駅として用いられている。

## 歴史
名古屋臨海鉄道が開業する以前は七号地・八号地・九号地まで及ぶ愛知県営鉄道の側線（後の昭和町駅・船見町駅・汐見町駅に相当）が当駅の構内の扱いであったため、七号地の東亞合成・矢作工業、八号地の協同飼料・伊勢湾海運、九号地の日本石油・昭和石油・日本鉱業・ゼネラル物産などへの専用線が当駅所管となっていた。しかし1965年（昭和40年）にこれらの側線は名古屋臨海鉄道として分離・開業したため当駅所管の専用線は全て廃止となった。名古屋臨海鉄道が開業する以前は七号地・八号地・九号地に発着する貨物は全て当駅を経由して輸送していたが、名古屋臨海鉄道東港線が開業したことで当駅を経由する貨物は名古屋鉄道線内に発着する貨物に限られるようになった。
なお当駅北側に東洋レーヨン名古屋事業所第1工場への専用線が、東築線の踏切を挟んだ東港駅側からも東洋レーヨン名古屋事業所第2工場への専用線が伸びていたが、国鉄の書類上では東名古屋港駅所管の専用線であり名電築港駅所管とはなっていなかった。東洋レーヨン第1工場の線路は1970年代前半までに撤去されたが、第2工場への線路は当駅が貨物営業を廃止するまで残っていた。製造品である衣料・産業用ナイロンの原材料のヘキサメチレンジアミンやアジピン酸が到着していた。
- 1924年（大正13年）1月15日：愛知電気鉄道が大江 - 西六号（現・東名古屋港駅|東名古屋港）間を開業。同時に東六号駅として開業する[4]。
- 1932年（昭和7年）1月30日：愛電築港駅に改称[4]。
- 1938年（昭和13年）12月1日：名電築港駅に改称[4][5]。
- 1939年（昭和14年）10月16日：旅客営業廃止[4]。
- 1965年（昭和40年）
  - 年度内：貨物営業廃止[6]。
  - 8月20日：名古屋臨海鉄道東港駅開業に伴い、既存の側線を利用し昭和町 - 当駅間に仮連絡線を敷設。名古屋臨海鉄道の駅が仮開業。
- 1966年（昭和41年）6月：仮連絡線を、東港 - 当駅間に切り換え。
- 1982年（昭和57年）4月26日：仮連絡線が、名古屋臨海鉄道の東築線として正式に開業。同時に名古屋臨海鉄道の駅が正式開業。

## 駅構造
名鉄築港線と名臨鉄東築線との交点はほぼ90度の平面交差（ダイヤモンドクロッシング）の箇所があるが、当駅の敷地はこの箇所を含めた北側一帯である。駅構内の線路の終点はこの平面交差から北へ約500 m付近まで延びている。
平面交差のため築港線から当駅の敷地へは直接入れない。当駅の終点部から東名古屋港駅へ向かう引込線があり、大江駅方面からの車輌は一旦東名古屋港駅へ向かい、スイッチバックで引込線に入ることとなる。
敷地内の線路は築港線の線路を除いて電化されておらず、電車を留置することはできない。
1984年（昭和59年）に名古屋鉄道築港線は貨物営業を廃止しており、貨物駅であるが定期貨物列車の設定はない。しかし、名古屋臨海鉄道東築線から東港線を経由し、JR東海道本線 笠寺駅へ接続されていることから、車両・資材の搬入や廃棄車両の搬出、車両の輸出などの車扱貨物の中継駅として重要な駅である。また名古屋鉄道で廃車となった車両は当駅まで回送され、解体・搬出が行われる。

### 配線図
| ← 名鉄 東名古屋港駅 | 名電築港駅 構内配線略図 | → 名鉄大江駅 |
|                     | ↓ 名臨鉄東港駅          |              |
| 凡例 出典:          |                         |              |

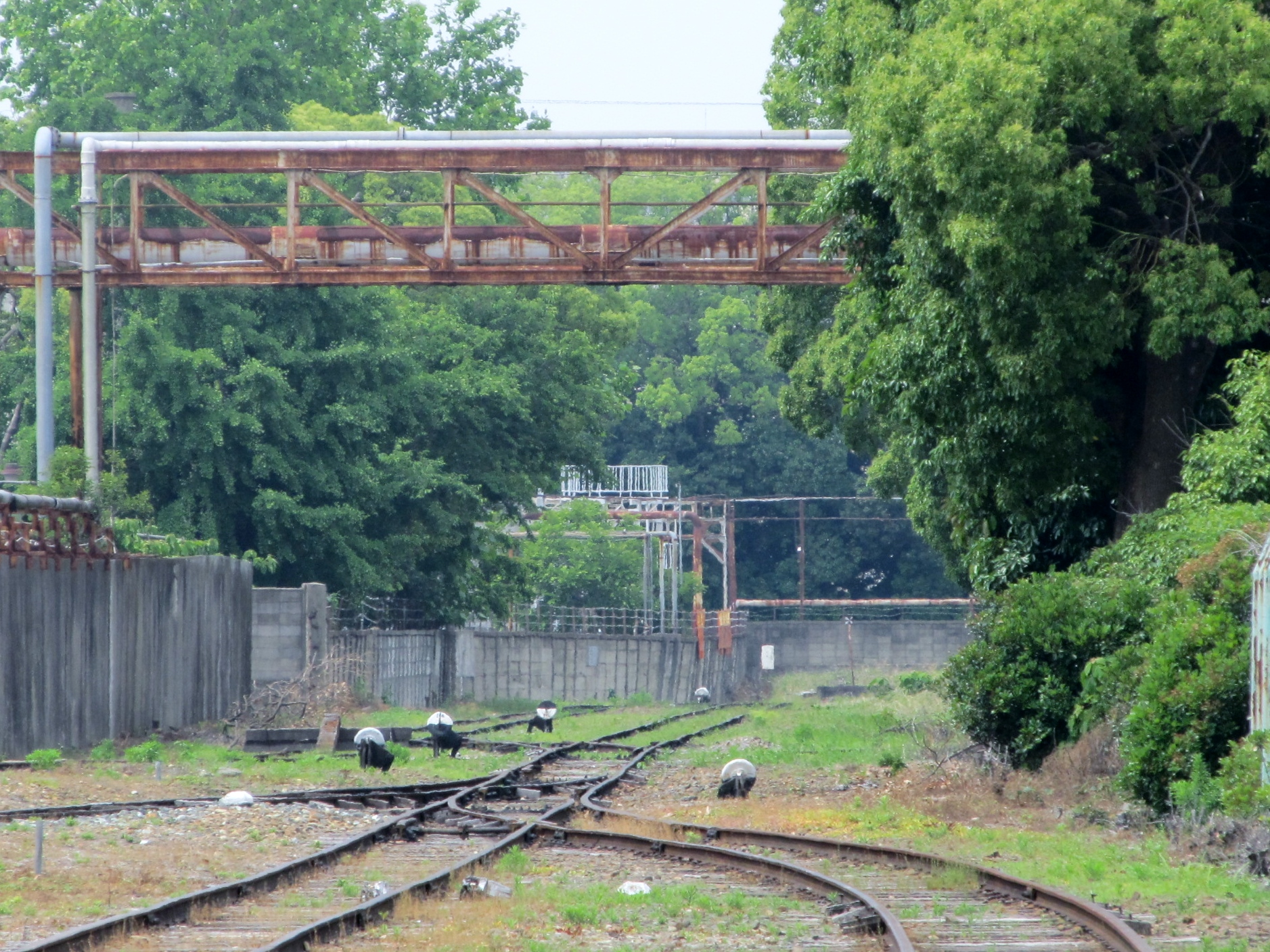
構内（2019年5月）
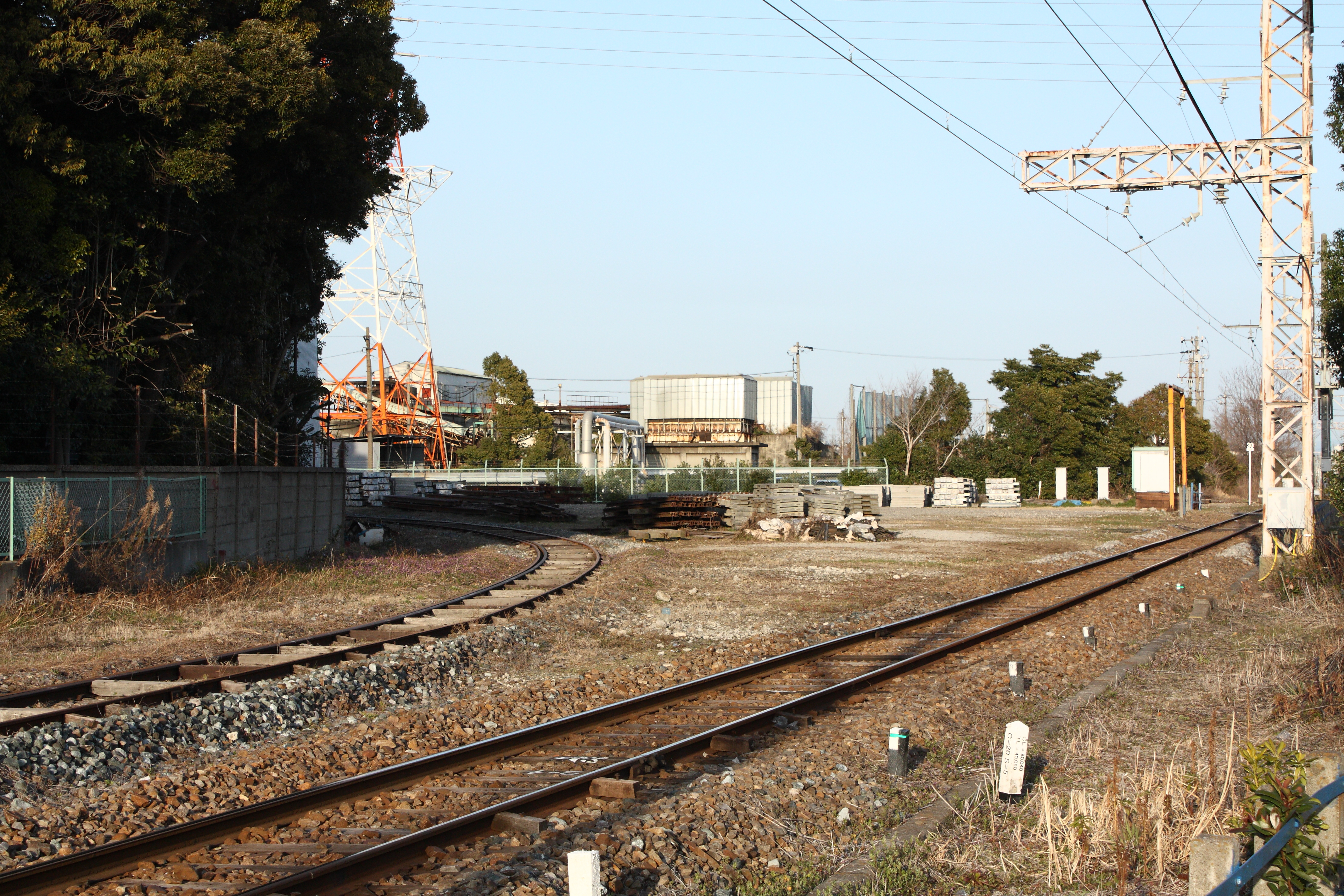
名鉄築港線（右）と名電築港駅からの引込線（左）（2014年3月）
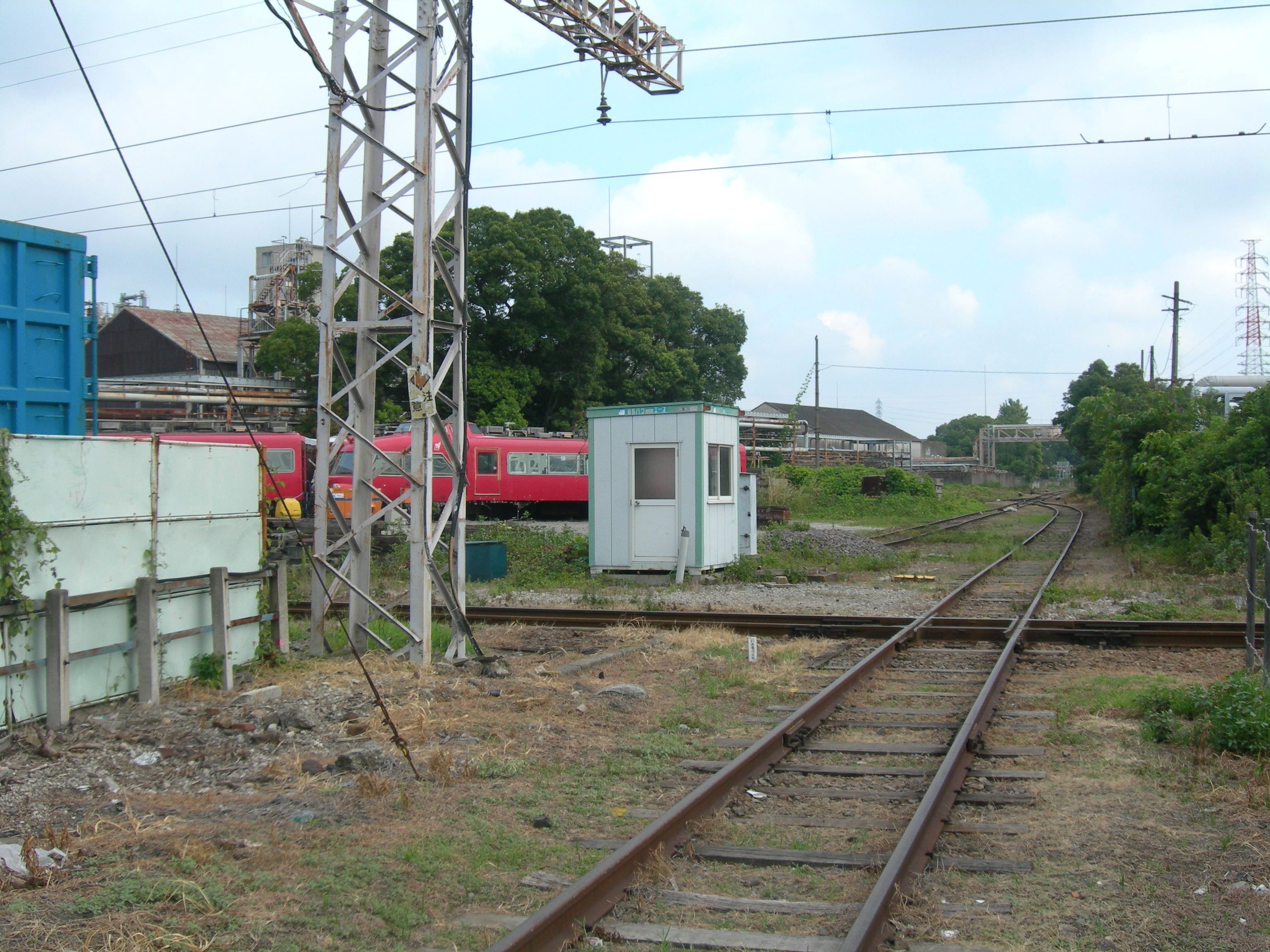
構内で解体を待つ名鉄7000系（2008年7月）

## 車両・資材の搬入例
名古屋鉄道の車両の搬入例として、日本車輌製造豊川製作所からの場合を挙げる
日本車輌製造豊川製作所 - （日本車輌製造専用線） - 豊川駅 - （飯田線） - 豊橋駅 - （東海道本線） -  笠寺駅 - （名古屋臨海鉄道東港線） - 東港駅 - （名古屋臨海鉄道東築線平面交差経由） - 名電築港駅 - （名鉄築港線引込線） - 東名古屋港駅 - （名鉄築港線平面交差経由） - 大江駅

## 駅周辺
- 三菱重工業名古屋航空宇宙システム製作所
- 東レ名古屋事業場
- 環状線（名古屋市道名古屋環状線）

## 隣の駅
名古屋鉄道
CH 築港線
大江駅 - 名電築港駅 - 東名古屋港駅
名古屋臨海鉄道
東築線
東港駅 - 名電築港駅